# Campionat Sud-americà de futbol de 1945

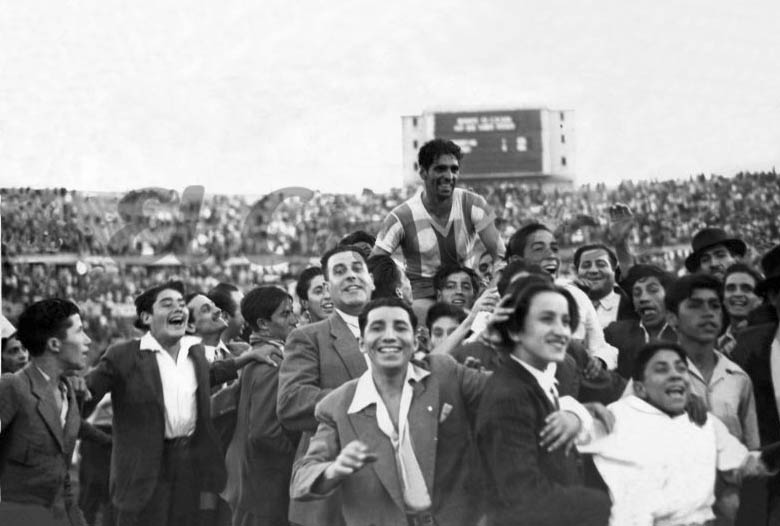
L'argentí Rinaldo Martino després de la victòria 1–0 davant Uruguai.

La divuitena edició del Campionat sud-americà de futbol es disputà a Santiago, Xile entre el 14 de gener i el 28 de febrer de 1945.
Aquest torneig fou una edició extra, sense trofeu atorgat al campió, però considerat oficial per la CONMEBOL.
Els equips participants foren Argentina, Bolívia, Brasil, Xile, Colòmbia (per primer cop), Equador, i Uruguai. Paraguai i Perú no hi prengueren part.

## Estadis
| Santiago                  |
| ------------------------- |
| Estadio Nacional de Chile |
| Capacitat: 70.000         |
|                           |

## Ronda final
Cada país s'enfrontà a cadascun de la resta de participants. Dos (2) punts s'atorgaren per victòria, un (1) punt per empat i zero (0) punts per derrota.
| Equip     | PJ | PG | PE | PP | GF | GC | DG  | Pts |
| --------- | -- | -- | -- | -- | -- | -- | --- | --- |
| Argentina | 6  | 5  | 1  | 0  | 22 | 5  | +17 | 11  |
| Brasil    | 6  | 5  | 0  | 1  | 19 | 5  | +14 | 10  |
| Xile      | 6  | 4  | 1  | 1  | 15 | 5  | +10 | 9   |
| Uruguai   | 6  | 3  | 0  | 3  | 14 | 6  | +8  | 6   |
| Colòmbia  | 6  | 1  | 1  | 4  | 7  | 25 | −18 | 3   |
| Bolívia   | 6  | 0  | 2  | 4  | 3  | 16 | −13 | 2   |
| Equador   | 6  | 0  | 1  | 5  | 9  | 27 | −18 | 1   |

| Xile                                                              | 6–3 | Equador                                            |
| ----------------------------------------------------------------- | --- | -------------------------------------------------- |
| Alcántara 28', 59', 81' · Vera 29' · Hormazábal 45' · Clavero 70' |     | Raymondi Chávez 30' · Jiménez 44' · L. Mendoza 51' |

| Argentina                                                | 4–0 | Bolívia |
| -------------------------------------------------------- | --- | ------- |
| Pontoni 10' · Martino 43' · Loustau 70' · De la Mata 75' |     |         |

| Brasil                                | 3–0 | Colòmbia |
| ------------------------------------- | --- | -------- |
| Jorginho 13' · Heleno 15' · Jaime 38' |     |          |

| Xile                                       | 5–0 | Bolívia |
| ------------------------------------------ | --- | ------- |
| Clavero 13', 27', 39' · Alcántara 75', 79' |     |         |

| Uruguai                                         | 5–1 | Equador    |
| ----------------------------------------------- | --- | ---------- |
| A. García 1', 60', 83' · Porta 28' · Varela 69' |     | Aguayo 39' |

| Uruguai                                                                        | 7–0 | Colòmbia |
| ------------------------------------------------------------------------------ | --- | -------- |
| A. García 22', 89' · Riephoff 25' · J. García 37', 83' · Ortiz 75' · Porta 86' |     |          |

| Brasil                      | 2–0 | Bolívia |
| --------------------------- | --- | ------- |
| Ademir 48' · Tesourinha 80' |     |         |

| Xile                     | 2–0 | Colòmbia |
| ------------------------ | --- | -------- |
| Medina 48' · Piñeiro 80' |     |          |

| Argentina                                                   | 4–2 | Equador                     |
| ----------------------------------------------------------- | --- | --------------------------- |
| Pontoni 11' · De la Mata 50' · Martino 69' · Pellegrina 83' |     | Aguayo 53' · J. Mendoza 62' |

| Argentina                                                                                  | 9–1 | Colòmbia    |
| ------------------------------------------------------------------------------------------ | --- | ----------- |
| Pontoni 3', 7' · Méndez 15', 39' · Martino 27' · Boyé 41' · Loustau 50' · Ferraro 80', 81' |     | Mendoza 52' |

| Brasil                   | 3–0 | Uruguai |
| ------------------------ | --- | ------- |
| Heleno 8', 32' · Rui 20' |     |         |

| Bolívia | 0–0 | Equador |
| ------- | --- | ------- |
|         |     |         |

| Xile      | 1–1 | Argentina  |
| --------- | --- | ---------- |
| Medina 3' |     | Méndez 52' |

| Uruguai                | 2–0 | Bolívia |
| ---------------------- | --- | ------- |
| Falero 26' · Porta 75' |     |         |

| Argentina            | 3–1 | Brasil     |
| -------------------- | --- | ---------- |
| Méndez 14', 20', 40' |     | Ademir 32' |

| Colòmbia                                    | 3–1 | Equador   |
| ------------------------------------------- | --- | --------- |
| González Rubio 2' · Gámez 64' · Berdugo 70' |     | Aguayo 4' |

| Xile      | 1–0 | Uruguai |
| --------- | --- | ------- |
| Medina 8' |     |         |

| Bolívia                                        | 3–3 | Colòmbia                                   |
| ---------------------------------------------- | --- | ------------------------------------------ |
| Fernández 57' · Zenón González 75' · Orgaz 80' |     | González Rubio 3' · Berdugo 7' · Gámez 67' |

| Brasil                                                                   | 9–2 | Equador                   |
| ------------------------------------------------------------------------ | --- | ------------------------- |
| Ademir 3', 10', 75' · Heleno 22', 28' · Zizinho 40', 65' · Jair 67', 68' |     | Aguayo 42' · Albornoz 49' |

| Argentina   | 1–0 | Uruguai |
| ----------- | --- | ------- |
| Martino 50' |     |         |

| Brasil     | 1–0 | Xile |
| ---------- | --- | ---- |
| Heleno 20' |     |      |

## Resultat
| Campionat Sud-americà 1945 |
| -------------------------- |
|                            |
| Argentina Setè títol       |

## Golejadors
6 gols
- Norberto Méndez
- Heleno de Freitas

5 gols
- Ademir
- Juan Alcántara
- Atilio García

4 gols
- Rinaldo Martino
- René Pontoni
- Guillermo Clavero
- Víctor Aguayo

3 gols
- Desiderio Medina
- Roberto Porta

2 gols
- Vicente de la Mata
- José Luis Ferraro
- Félix Loustau
- Jair
- Zizinho
- Roberto Gámez
- Luis González Rubio
- Fulgencio Berdugo
- José García

1 gol
- Mario Boyé
- Manuel Pellegrina
- Raúl Fernández
- Zenón González
- Severo Orgaz
- Jaime de Almeida
- Jorginho
- Rui Campos
- Tesourinha
- Francisco Hormazábal
- Manuel Piñeiro
- Erasmo Vera
- Arturo Mendoza
- Guillermo Albornoz
- J. Mendoza
- Jiménez
- Luis Mendoza
- Enrique Raymondi Chávez
- Nicolás Falero
- José María Ortiz
- Juan Riephoff
- Obdulio Varela